# Nina Baanders-Kessler
Antje (Nina) Baanders-Kessler (Leeuwarden, 28 februari 1915 - ?, 20 juni 2002) was een Nederlandse beeldhouwer en medailleur.

## Leven en werk
Nina Baanders-Kessler werd geboren als dochter van Jacob Kessler, slager in Leeuwarden, en Elizabeth Anna Bijl. Ze werd vernoemd naar haar grootmoeder Antje Kessler-van der Berg, ze noemde zich echter Nina.
In 1934 werd Nina Kessler toegelaten tot de Rijksakademie van beeldende kunsten, waar ze de dagopleiding beeldhouwen volgde bij Jan Bronner. Zij maakte na haar studie een reis naar Parijs en Wenen en vestigde zich weer in Leeuwarden, waar ze een eigen atelier had aan de Eebuurt. Ze was de eerste Friese beeldhouwster, pas ruim twintig jaar later vestigden onder anderen Maria van Everdingen en Suze Boschma-Berkhout zich in Friesland. Ze trouwde in 1942 met Ambrosius Baanders, zij woonden aanvankelijk samen in Leeuwarden, later in Vinkeveen.

## Werken (selectie)
- voor 1941 wapensteen raadhuis, Koudum
- 1940 wapenstenen met leeuwen, Wirdumerpoortsbrug, Leeuwarden
- 1947 plaquette Theo van Welderen Rengers, Mariakerk, Oenkerk
- 1952 verzetsmonument (vrouwenfiguur), Makkum
- 1956 relief tekens dierenriem ingang Bogerman College, Sneek
- 1955 tableau voor meester A.J. Lok, Ravenswoud
- 1960 baksteenmozaïek landbouwdieren voormalige Christelijke Lagere Landbouwschool Franeker, collectie Fries Landbouwmuseum
- 1964 buste Johan Bendien, Amsterdam